# 豊田市民芸館
豊田市民芸館（とよたしみんげいかん）は、愛知県豊田市平戸橋町波岩86-100にある博物館。日常生活に関連する民芸品を保存・展示する施設である。

## 歴史
- 1983年（昭和58年）4月 - 第一民芸館が開館。
- 1988年（昭和63年）4月 - 第二民芸館が開館。
- 1989年（平成元年）4月 - 旧井上家住宅西洋館が移築。
- 1990年（平成2年）4月 - 第三民芸館が開館。

## 施設

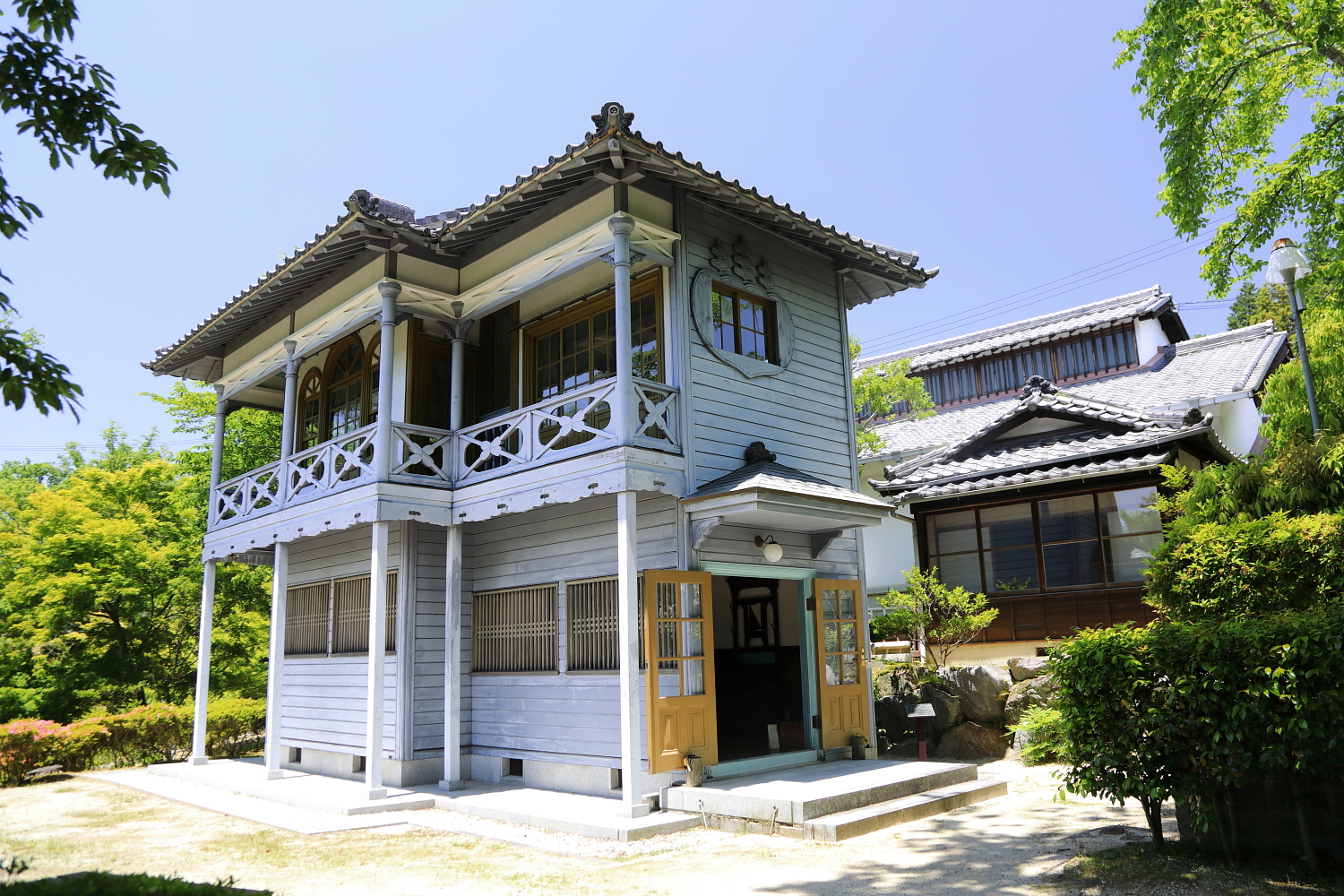
旧井上家住宅西洋館（前面）と第一民芸館（背面）

- 第一民芸館 - 「衣」のテーマ館。建物は、日本民藝館の一部を移築。民藝運動の推進者である本多静雄の寄贈品を中心に展示。
- 第二民芸館 - 「食」のテーマ館。
- 第三民芸館 - 「住」のテーマ館。
- 旧井上家住宅西洋館 - 明治10年代、名古屋市に博覧会施設として建てられ、後に銀行として使用されたと伝えられる[1]。1928年（昭和3年）、井上徳三郎によって西加茂郡猿投村（現・豊田市）に移築され、井上農場を所有する井上家の迎賓館となった。1989年（平成元年）、豊田市民芸館の敷地内に再移築された。2000年（平成12年）12月には国の登録有形文化財に登録された。
- 陶芸資料館 - 本多記念館として、猿投古窯コレクション・古瀬戸コレクションを展示。
- 茶室勘楼亭
- 穴窯
- 土蔵
- 陶塚

## 交通アクセス
公共交通機関
- 名鉄三河線 平戸橋駅下車、徒歩で約15分。
- とよたおいでんバス：さなげ・足助線「青木町一丁目」バス停下車、徒歩で約10分。

自動車
- 東海環状自動車道 豊田勘八IC下車、約10分。
- 猿投グリーンロード 枝下IC下車、約10分。

## ギャラリー

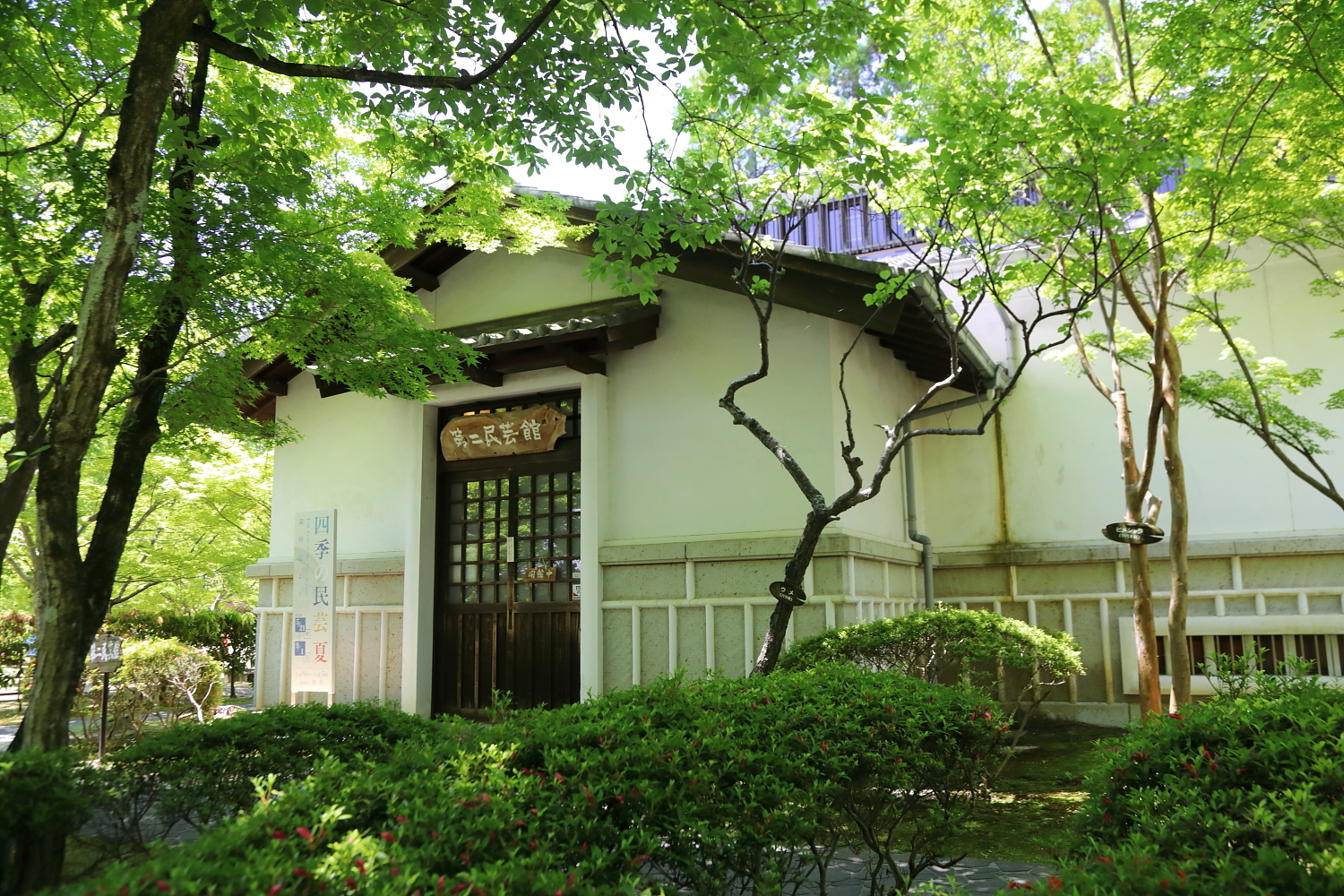
第二民芸館 （2019年5月）
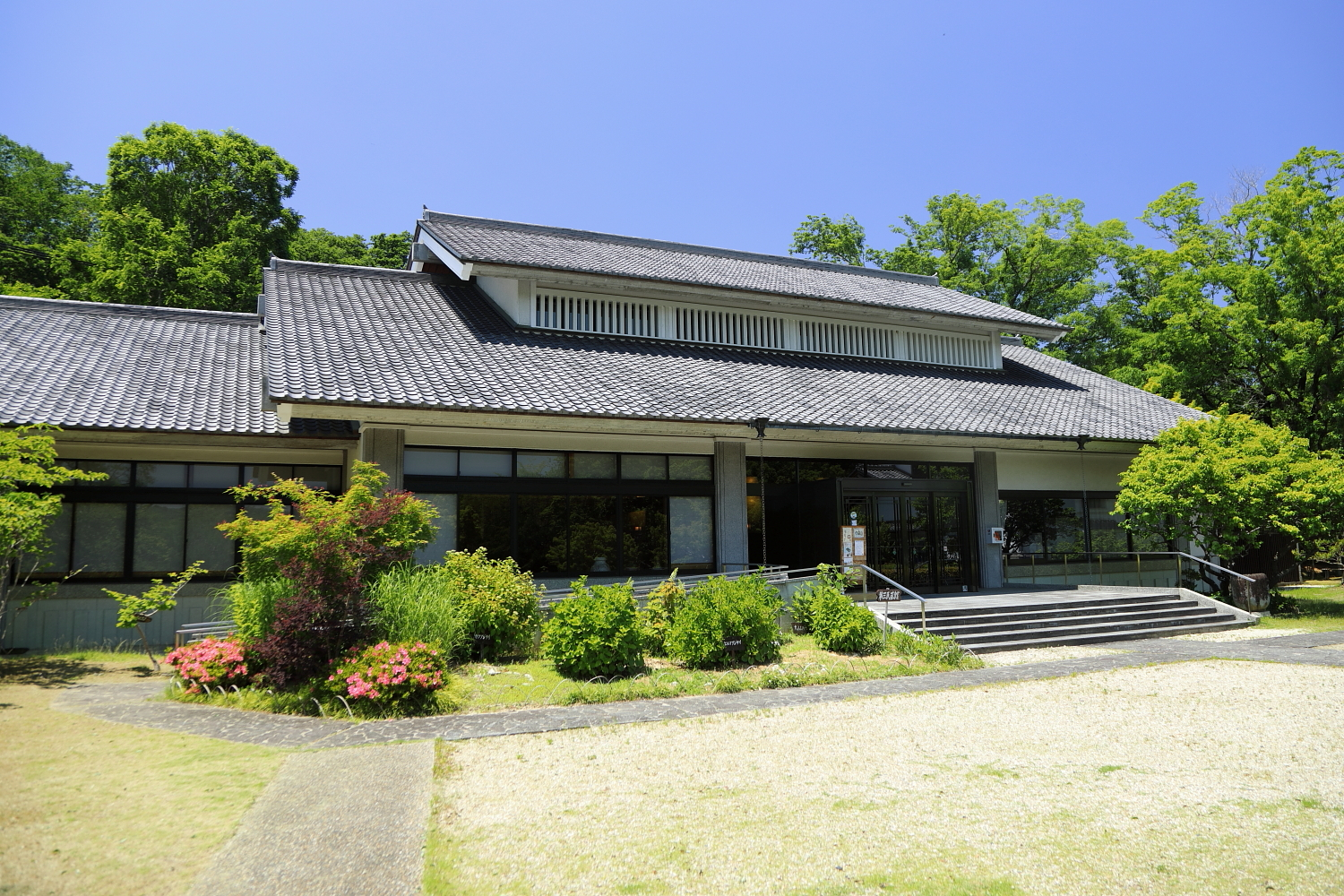
第三民芸館 （2019年5月）
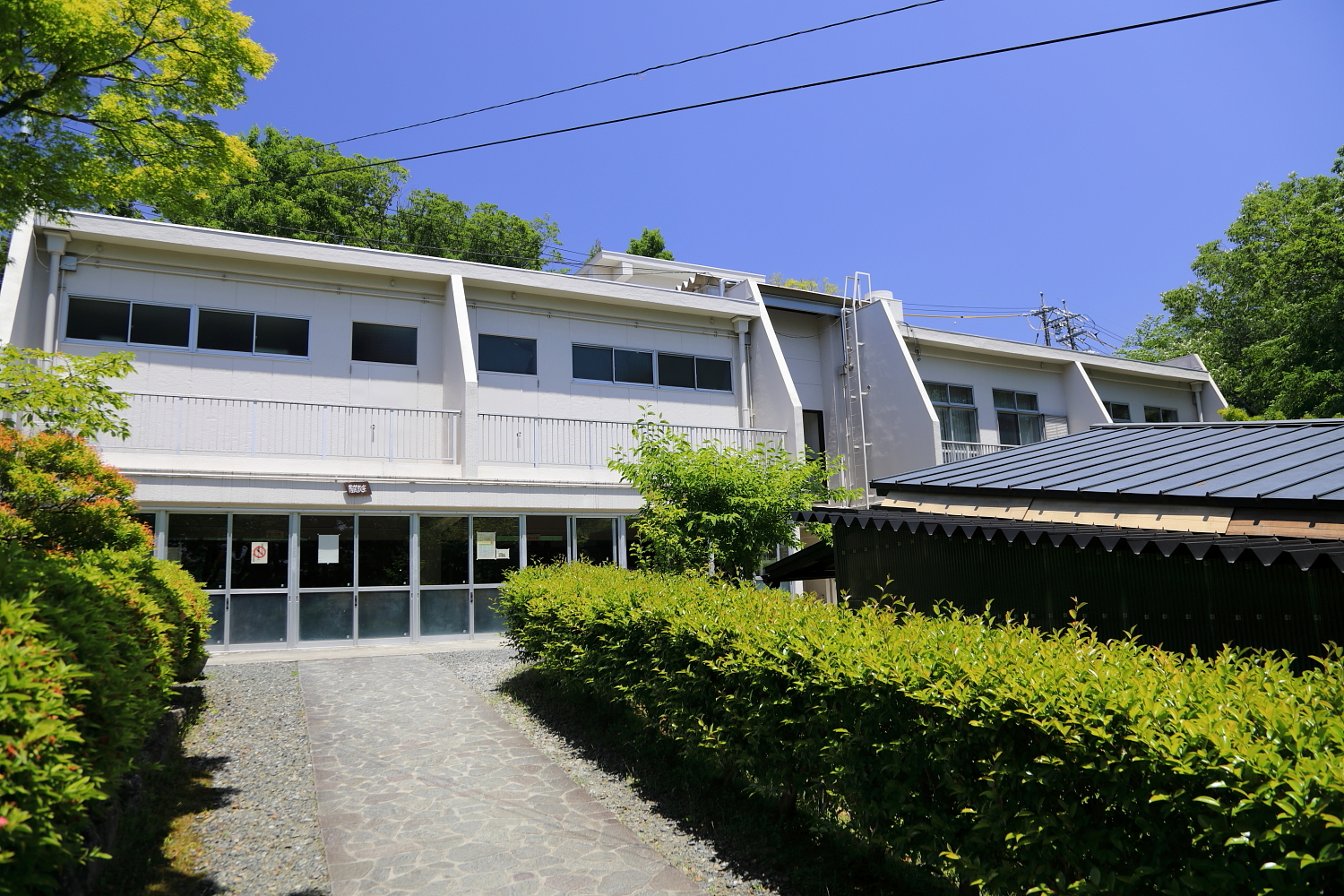
陶芸資料館（本多記念館） （2019年5月）
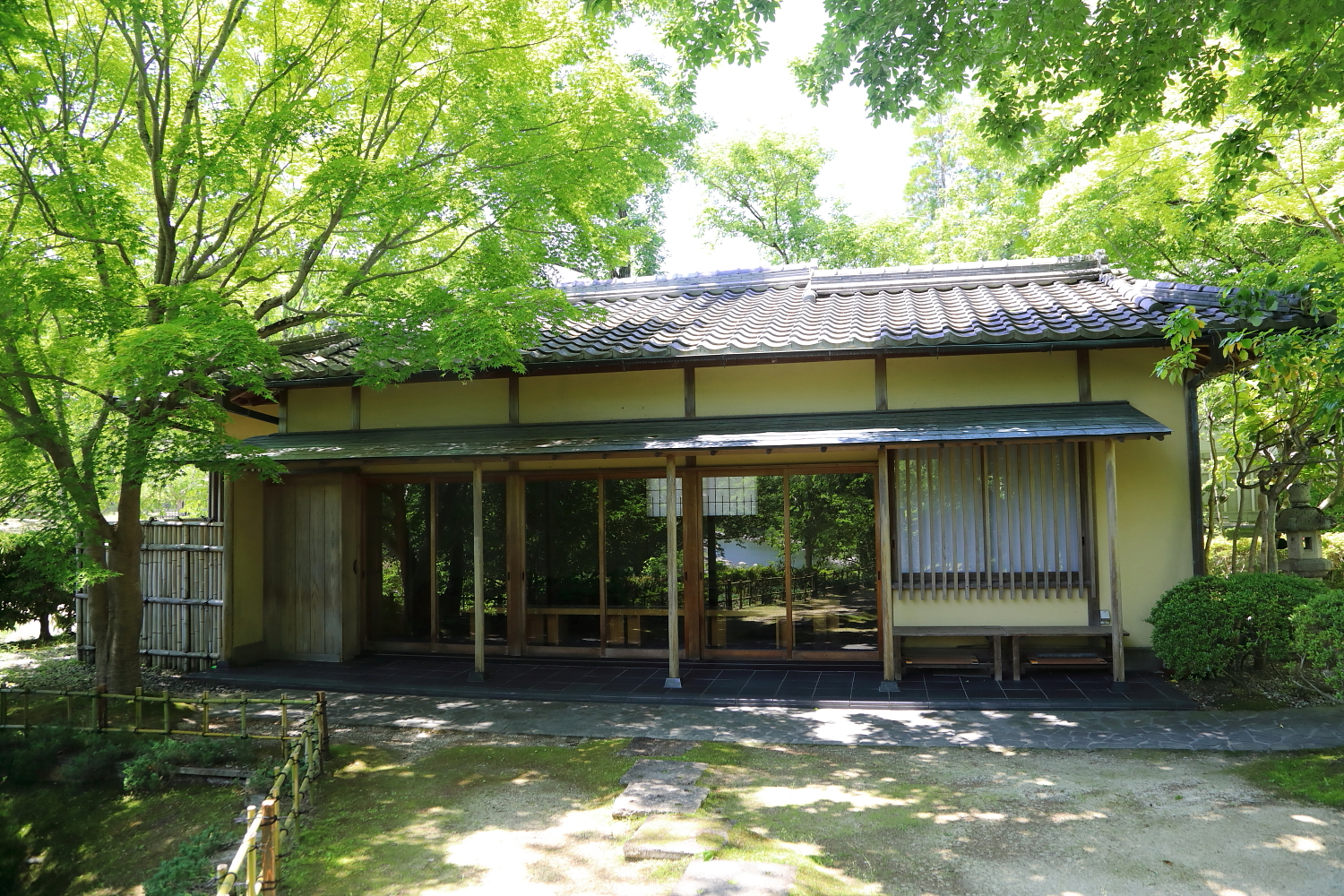
茶室勘桜亭 （2019年5月）
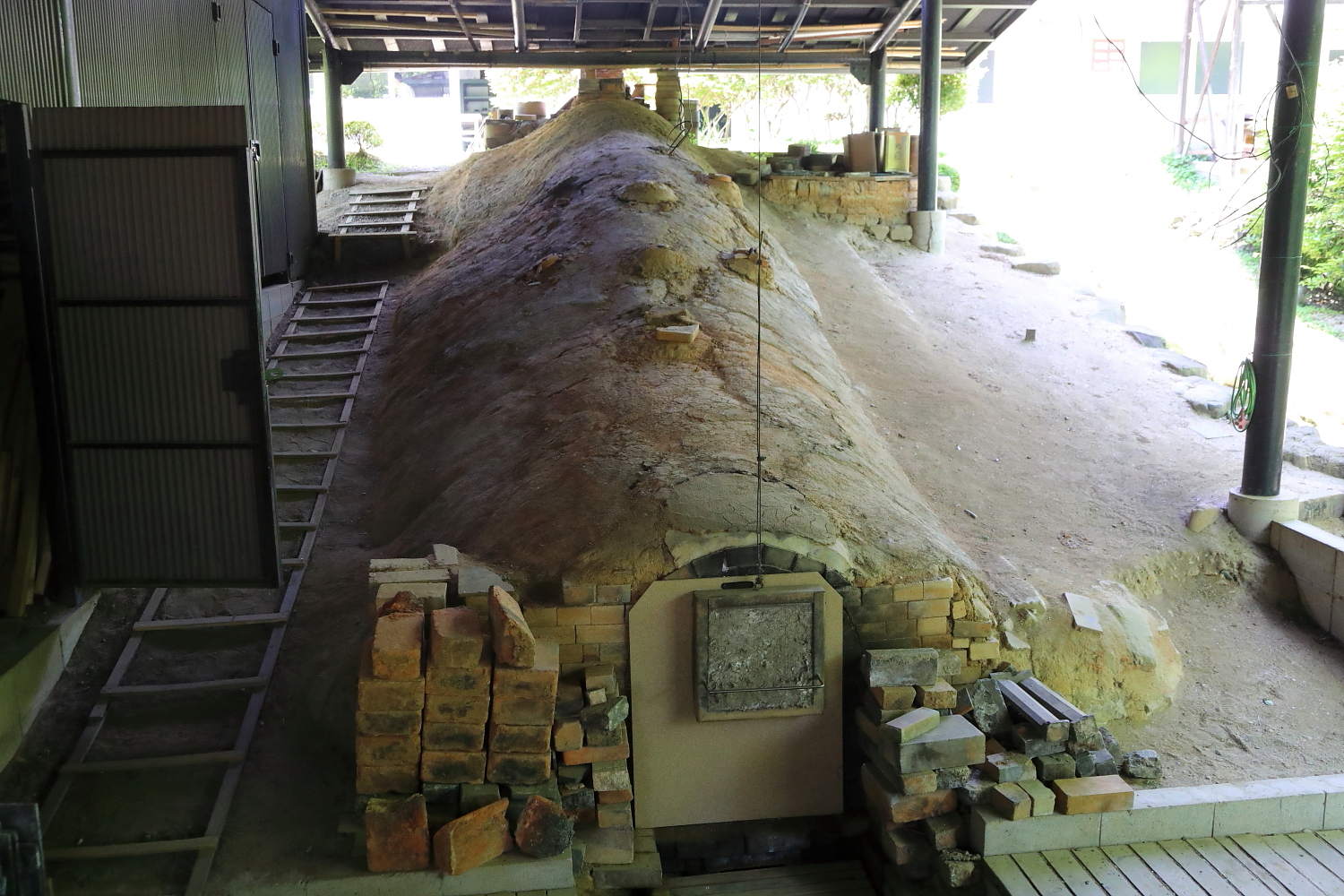
穴窯 （2019年5月）
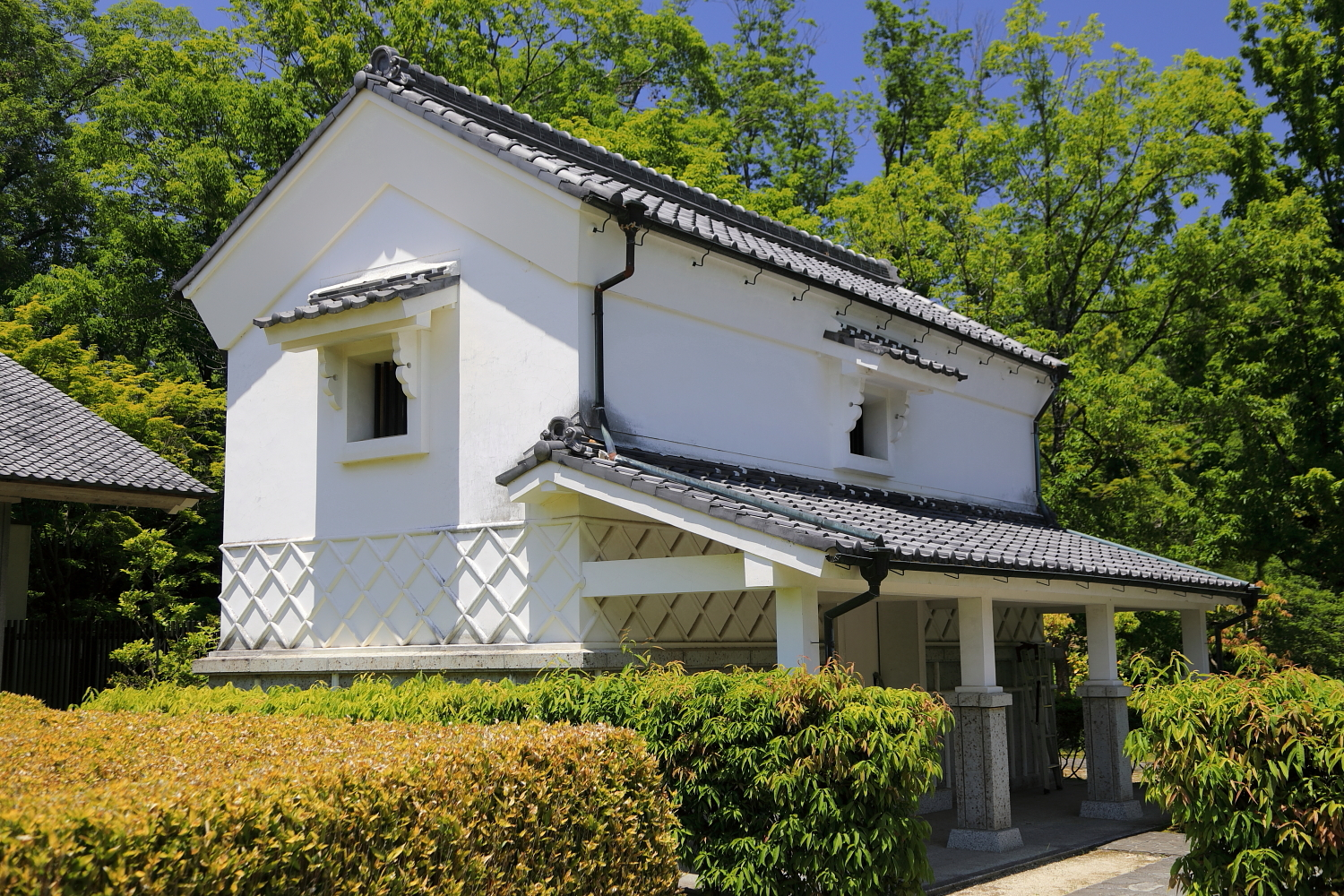
土蔵 （2019年5月）
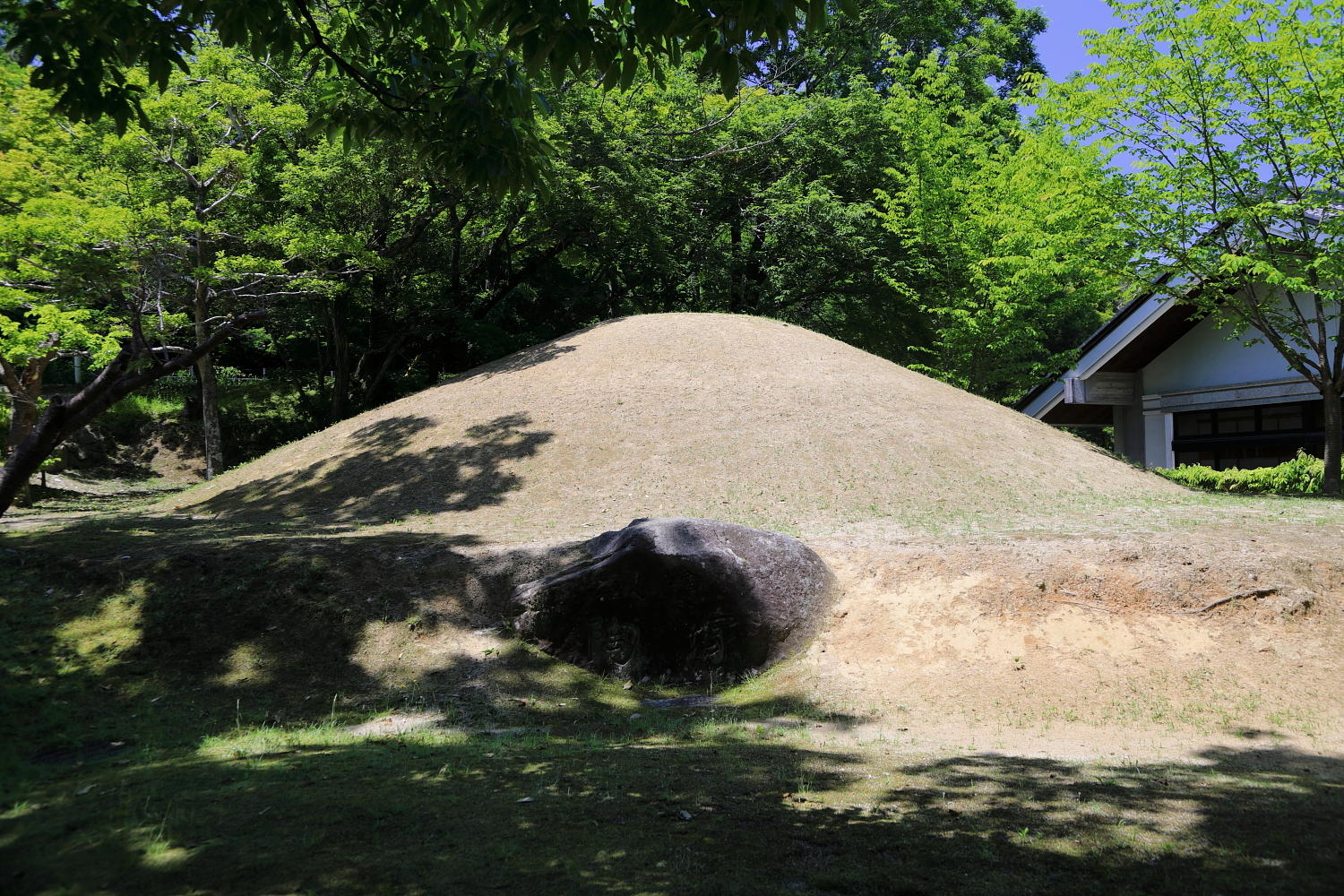
陶塚 （2019年5月）